# Distrito electoral de Gerver (condado de Red Willow, Nebraska)
Gerver (en inglés: Gerver Precinct) es un distrito electoral ubicado en el condado de Red Willow en el estado estadounidense de Nebraska. En el Censo de 2010 tenía una población de 55 habitantes y una densidad poblacional de 0,59 personas por km².

## Geografía
Gerver se encuentra ubicado en las coordenadas 40°2′31″N 100°34′47″O / 40.04194, -100.57972. Según la Oficina del Censo de los Estados Unidos, Gerver tiene una superficie total de 93.98 km², de la cual 93.97 km² corresponden a tierra firme y (0.01%) 0.01 km² es agua.

## Demografía
Según el censo de 2010, había 55 personas residiendo en Gerver. La densidad de población era de 0,59 hab./km². De los 55 habitantes, Gerver estaba compuesto por el 98.18% blancos y el 1.82% eran de otras razas. Del total de la población el 3.64% eran hispanos o latinos de cualquier raza.